# Щастя моє
«Щастя моє» (рос. Счастье моё) — фільм режисера Сергія Лозниці. Фільм став першою кінострічкою представленою на Каннському кінофестивалі від України. Фільм вийшов в обмежений прокат в Україні 11 листопада 2010 року.
Займає 22-у позицію у списку 100 найкращих фільмів в історії українського кіно.

## Сюжет
Сюжет фільму складається з кількох умовно виражених новел та вставки — пріквелу, що органічно об'єднуються в одну зв'язну кіноповість.
Не дивлячись на опис фільму запропонований сайтом kinopoisk.ru, в якому описується, що «Дія фільму відбувається в пострадянській глибинці. Водій-далекобійник Георгій залишає удома невірну дружину і вирушає в черговий рейс. Його вантажівка повільно рухається до мети, а сам він здійснює занурення у світ страху, жорстокості і зради.», у кінокартині немає жодного натяку на сім'ю Георгія, та загалом про його життя до рейсу, з якого починається оповідь.
На початку фільму глядачу демонструється сцена в якій, тіло людини в чорній тюремній робі кидають до котловану та починають заливати бетоном, після чого кадр перемикається на бульдозери та статичну сцену будівництва.
Літо. Водій Георгій, віком близько 30 років, їде на вантажівці трасою, де його спиняють працівники ДПС, та після кількох питань грубим тоном, забирають документи та ведуть оформлювати штраф. Доки увага ГАІшників була відвернута на водійку із зупиненої одночасно з Георгієм легкової машини, до якої вони чіплялися з метою розважитися, головний герой непомітно забирає документи зі столу та йде геть.
В кабіні своєї машини Георгій виявляє попутника, старого, що пропонує скоріш їхати, доки силовики не помітили зникнення Георгія і документів. Старий обіцяє ошелешеному водієві розповісти йому щось в дорозі. Через кілька митей старий розповідає про випадок, який стався з ним в кінці Другої світової війни, коли той повертався з Німеччини додому. Коли той повертався з фронту, комендант вокзалу відібрав у нього валізу з нечисленними трофеями, та сукнею, яку той хотів подарувати нареченій, після чого він вбив коменданта з пістолета. Дід зникає так само раптово, як і з'явився в авто, під час короткої зупинки на заправці.
Далі на трасі виникає довгий затор, пов'язаний з аварією. До Георгія підходить з пропозицією інтимних послуг неповнолітня повія, яку він поїть кавою з бутербродами та запитує про об'їзний шлях. Дівчина розповідає, що така дорога є, але місцеві вважають її проклятою, і не радить нею їхати. Георгій довозить її до селищного ринку, де намагається дати їй грошей на їжу, однак вона ображено кидає гроші, та свариться, що досягне своїх цілей своїм шляхом.
Далі Георгій іде через ліс, намагаючись самотужки знайти об'їзд. Настає ніч. По дорозі через поле глохне двигун авто, і в ночі до машини підкрадаються троє бандитів, та намагаються вкрасти груз, розкривши тент, де їх і помічає водій. Прикидаючись безневинними, бандити розкладають поруч багаття, та ніби-то, щоб загладити вину, вони запрошують Георгія поїсти печеної картоплі. Один доки один з бандитів веде розмову, другий з них підкравшись б'є Георгія по голові палицею, після чого той втрачає свідомість. Чоловіки розрізають тент на кузові вантажівки, і бачать, що в середині мішки з борошном, які їх не цікавлять. Один з бандитів бурчить, що вони задарма займали Георгія.
В наступній сцені, нам показують своєрідний приквел до подальшої частини історії. Літо 1941 року, двоє червоноармійців прокрадаються через село, на схід, до лінії фронту. Прихисток для ночівлі їм надає місцевий учитель, що живе на околиці села, та самотужки виховує сина. Під час вечері він щедро частує своїх гостей, про те, в той же час в розмові між вчителем і червоноармійцями виникає конфлікт. На питання, чому не в армії, вчитель відповідає, що не може вбивати людей, хоче виростити сина і розраховує на те, що німецька окупаційна влада, будучі цивілізованими людьми, знову відкриють школу, де той і продовжить вчителювати. Після ночівлі, обурені солдати оглушують сплячого вчителя, та виволікши на вулицю, вбивають. Солдати забирають з дому вчителя, все що можуть винести, та йдуть, залишивши малолітнього сина вчителя напризволяще.
Зима. Нам показують будинок вчителя через 70 років. Замість колишнього порядку й чистоти, напівзакинутий будинок. Георгій живе в ньому з місцевою жінкою і її сином. Машина стоїть у дворі. Головного героя складно впізнати — він заріс бородою, має темні кола під очима, та втратив життєрадісність в погляді. Рухи його повільні, загальмовані, він не говорить. Їздить на базар продавати борошно разом з сином хазяйки. Дільничий говорить жінці, що машина в розшуку, і її «пасажир» теж, та говорить, що пришле за машиною, але від Георгія треба позбутися. На базарі Георгія б'ють місцеві, після чого саджають в КПЗ, звідки він виходить вночі, після того, як місцевий чоловік після перепалки забив чергового. «Циганка», не дивлячись на любов до сексу з Георгієм, продає машину та їде з сином геть. Георгій бродить селом, та ледь не замерзає на смерть, після чого його знаходить той самий старий, котрого той підвозив на початку фільму. Дід привозить його до себе додому.
Засніжені вулиці російського села. Безлюдними вулицями села їздить УАЗ- буханка з двома військовими, що намагаються знайти рідних загиблого солдата, щоб передати труну з тілом. Зображення російського триколору на нарукавних нашивках військових, натякає на країну, де відбуваються події. Обстановку в машині нагнітає те, що тіло солдати вже почало розкладатися і видає трупний сморід. В старшого машини (офіцера) починається психоз, водій вмовляє того «сплавити» труну з тілом, підробивши документи. Прийняти «внучка», що «відвоювався», в обмін на офіцерську шинель, погоджується вже знайомий нам старий.
Георгій виходить з дому і знаходить труп старого, одягнений в тулуп та з пістолетом в руці. Навколо голови старого розбризкана кров. Головний герой бере пістолет, виходить на трасу і сідає в машину до далекобійника. Вночі їх зупиняють на тому ж посту, що й влітку. ДАІшники хочуть, щоб Георгій з далекобійником стали понятими при затриманні попередньо зупиненого ними майора міліції з Москви (якого вони систематично лупцюють під час сцени). ДАІшники поводять себе грубо та зухвало, і п відношенню до майора, і по відношенню до Георгія з далекобійником. Коли ДАІшник продовжує бити прикутого наручниками до батареї майора, далекобійник і дружина майора намагаються цьому завадити, сержант міліції хапається за автомат і погрожує застосувати зброю, проти непокірних, але Георгій випереджує його і вбиває по черзі поліцейських та далекобійника з дружиною майора. Головний герой йде трасою в темряву ночі…

## Нагороди
- У вересні 2010 року фільм отримав приз XIX Відкритого фестивалю кіно країн СНД, Латвії, Литви і Естонії «Кіношок-2010» за найкращий сценарій.
- На XXI фестивалі «Кінотавр» (2010 рік) фільм отримав приз за найкращу режисуру, а також приз Гільдії кінознавців і кінокритиків РФ «Білий слон».
- У липні 2010 року на Єреванському міжнародному кінофестивалі «Золотий абрикос» фільм отримав другий приз фестивалю в номінації «найкращий ігровий фільм».
- У листопаді 2010 року фільм отримав Гран-прі XVII Мінського міжнародного кінофестивалю «Лістапад».
- Також фільм переміг на українському кінофестивалі Молодість (2010 рік).

## Додаткові факти
- Крім України, стрічка вийшла в прокат у США, придбала для прокату американська компанія Kino International.[4]
- Це був перший фільм представлений на Каннському кінофестивалі від України.[5]
- Режисер відтворив стилістику документального кіно. Для цього знімав ручною камерою, у близькому до природного освітленні.
- Зйомки відбувалися в Чернігівській області, поблизу кордону з Росією.
- Створення фільму оплатили кінокомпанії Sota Cinema Group з України, MA.JA.DE Filmproduktion з Німеччини та нідерландська Lemming Film.
- Сергій Лозниця дуже скрупульозно відбирав виконавців, здатних природно існувати в кадрі. — Адже обличчя професійних акторів часто гублять індивідуальність через постійні зйомки у кіно.